# Burgos
Pour les articles homonymes, voir Burgos (homonymie).
Burgos est une ville et une commune espagnole, située dans la communauté autonome de Castille-et-León, capitale de la province de Burgos et chef-lieu de la comarque de l'Alfoz de Burgos.
Elle est traversée par la rivière Arlanzón, qui appartient au bassin du Duero. Elle compte en 2021 une population recensée de 174 051 habitants, ce qui en fait la deuxième commune la plus peuplée de la communauté autonome.
Burgos, berceau de la Vieille-Castille, montre aux visiteurs les flèches aiguës et dentelées de sa célèbre cathédrale.

## Géographie
La ville s'étend sur 107,06 km2 et se divise en deux parties, de part et d'autre de l'Arlanzón, reliées entre elles par de nombreux ponts : la vieille ville, sur la rive occidentale, et un quartier moderne, sur la rive orientale.
Sa position isolée sur un plateau à près de 900 m d'altitude l'expose souvent aux rigueurs des vents froids (« neuf mois d'hiver, trois mois d'enfer ».)
La ville est une étape sur le Camino francés du pèlerinage de Saint-Jacques-de-Compostelle, à la jonction avec la Ruta de la Lana et la branche ouest de la Ruta de Bayona. C'est une étape remarquable citée dans le Guide du pèlerin.
Les communes limitrophes sont Villagonzalo Pedernales, Villalbilla de Burgos, Tardajos, Alfoz de Quintanadueñas, Quintanilla Vivar, Villayerno Morquillas, Hurones, Rubena, Orbaneja Riopico, Cardeñajimeno, Cardeñadijo, Saldaña de Burgos et Villariezo.

## Toponymie
Le nom de la ville vient peut-être du gotique *baurgs « ville fortifiée », ou du latin tardif burgus, « fortin, bourg ».

## Histoire

### Préhistoire
Il existe des traces de présence humaine sur la colline du château qui domine la ville à la période du Néolithique (4500 ans av. J.-C.) et au premier âge du fer (850 ans av. J.-C.).

### Fondation
Toutefois, la ville de Burgos fut fondée comme telle par le comte castillan Diego Rodríguez « Porcelos » en 884, dans le cadre de la politique de repeuplement des territoires reconquis par les chrétiens.
Alphonse III, roi de Léon en essayant de freiner l'avance des musulmans, ordonna au comte Diego Rodríguez de créer une ville sur les bords de l'Arlanzón. L'origine de la ville est, par conséquent, militaire.
Burgos fut peuplée par ordonnance royale et soumise directement à l'autorité des rois de León.

### Capitale et archevêché au milieu du Moyen Âge

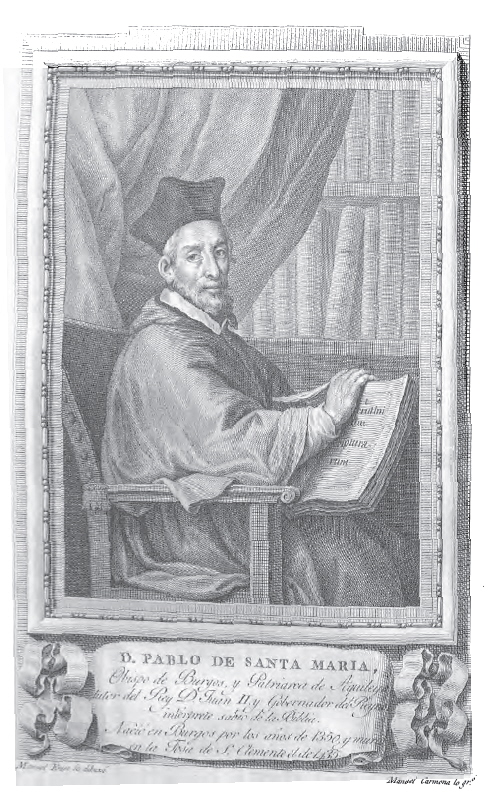
Pablo de Santa Maria de Burgos (gravure de 1804)

Vers 930, elle devint capitale du comté de Castille quand celui-ci prit son indépendance du royaume de León, sous l'impulsion de Fernán González.

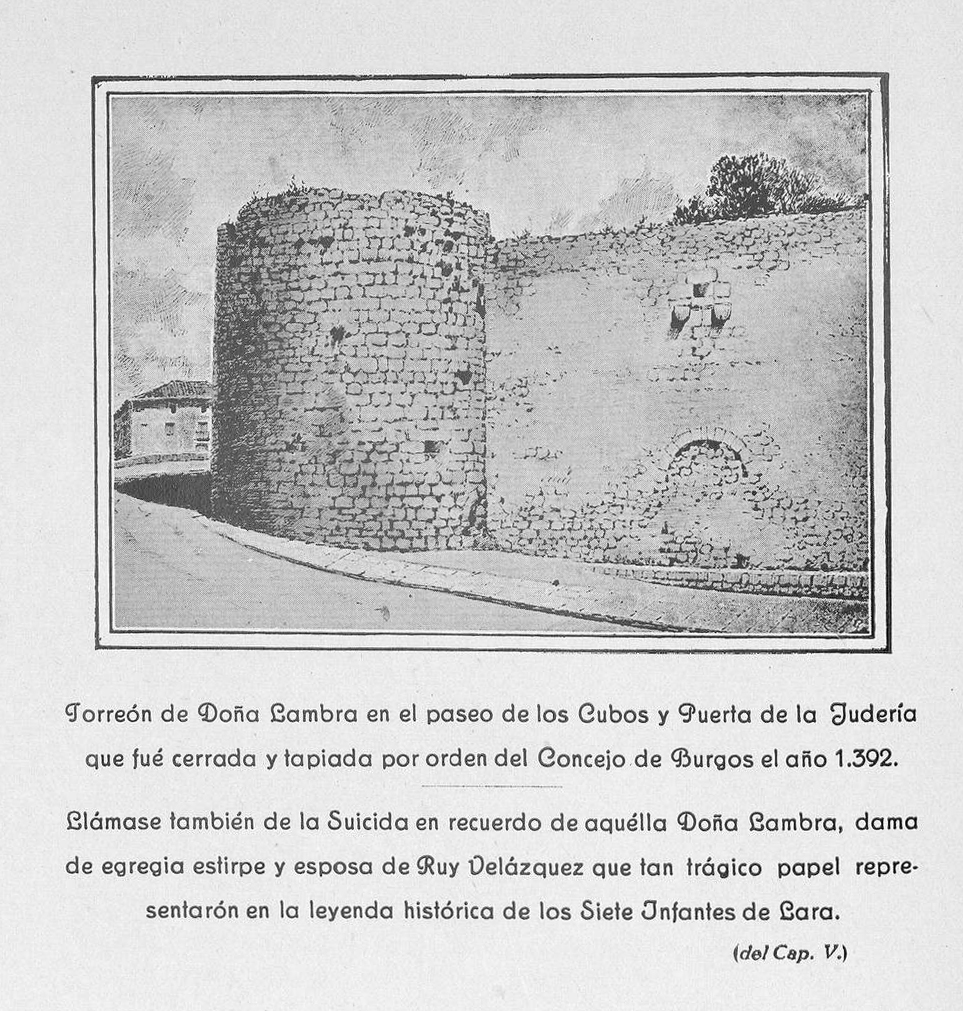
Tour de Doña Lambra et Porte de Judería (1913)

Par la suite, Burgos fut également choisie comme capitale du royaume unifié de Castille et León en 1037, titre qu'elle céda à Valladolid en 1492, au moment de la chute de Grenade.
Dès avant cette année cruciale en Espagne, la ville connaît également des conversions forcées de la judería de Burgos (le rabbin de Burgos, Salomon ha-Lévi, devient l'évêque don Pablo de Santa María), à travers la violence de l'antijudaïsme, des persécutions, de la puissance de l'Inquisition et l'expulsion des Juifs d'Espagne.
La ville fut proclamée siège épiscopal en 1074, puis élevée au rang d'archevêché en 1574.

### Ville commerciale et artistique à la fin du Moyen Âge
À l'oubli politique correspondit le dynamisme commercial et artistique. La ville centralisait la laine des grands éleveurs de la « Mesta ».
Des architectes et des sculpteurs venus surtout du Nord mirent alors la cité à la mode gothique. Burgos devint la capitale de cet art en Espagne avec des réalisations remarquables comme la cathédrale, le monastère royal de las Huelgas et la chartreuse de Miraflores.

### XVIesiècle
Au début de l'année 1582, Thérèse d'Avila se rend à Burgos pour y fonder un couvent de carmélites à la demande de pères jésuites et avec le soutien de l’archevêque de la ville. Elle est accompagnée de 8 carmélites (qui vont fonder le couvent) et de 3 pères carmes dont Jérôme Gratien, le provincial.
Elle arrive le 25 janvier 1582, alors que la ville subit une grande inondation.
Logée un temps dans l’hôpital de la ville, les religieuses souffrent du froid et du manque de nourriture. Après quelques tracas administratifs, le couvent Saint-Joseph est fondé : c'est le dernier couvent de carmélites réformées fondé par Thérèse d'Avila. Grandement malade, Thérèse souhaite rejoindre Ávila ; elle passe par Palencia, mais trop faible pour poursuivre, elle s'arrête à Alba de Tormes et y décède le soir du 4 octobre 1582.
À la fin du XVIe siècle, ce fut le déclin de la mesta et de la prospérité burgalaise.

### XIXesiècle
En 1833, elle devint le chef-lieu de sa province.

### XXesiècle
Au moment de la Guerre d'Espagne (1936-1939), Burgos abrite le siège du gouvernement nationaliste du dictateur Franco et le demeure jusqu'à la prise de Madrid en mars 1939.
Les accords Bérard-Jordana, reconnaissant la légitimité de Franco sur l'Espagne en échange de la neutralité espagnole dans l'imminent conflit entre la France et l'Allemagne, sont signés à Burgos le 25 février 1939. Au même moment, la ville accueille aussi le premier gouvernement national d'Espagne, au cours duquel Franco assume officiellement les fonctions de chef d'État et de gouvernement. Le 9 août, le deuxième gouvernement franquiste est formé, toujours à Burgos, où il demeure jusqu'au 18 octobre 1939, date à laquelle il s'installe à Madrid.

## Culture et patrimoine

### Le pèlerinage de Compostelle
Par le Camino francés du pèlerinage de Saint-Jacques-de-Compostelle, le chemin vient soit de Gamonal de Riopico et de Villafría de Burgos par le nord-est ; soit de Villayuda et de Castañares par l'est, le long du rio Arlanzón.
Par la Ruta de Bayona qui se termine à Burgos, en provenance de Bayonne au nord, le chemin provient de Villayerno Morquillas, s'il ne passe pas d'abord par Gamonal de Riopico.
La Ruta de la Lana se termine également à Burgos en provenance du sud. L'étape suivante est Villalbilla de Burgos. C'est la cinquième halte du Guide du pèlerin dans le Codex Calixtinus.
Du temps d'Aimery Picaud, on entrait dans Burgos par la porte Gamonal au nord-est de la ville. On s'y s'attardait peu, la ville étant une simple étape sur le Camino francés.
Lors de la traversée de Burgos, à partir de 1221, les pèlerins passaient à côté de la cathédrale en travaux. Au XVe siècle, ils pouvaient apercevoir de loin les deux flèches de celle-ci.
La ville ne comptait pas moins de trente deux hôpitaux de pèlerins.

### L'hôpital Saint-Jean l'Évangéliste
Mentionné dès 1085, il était situé sur la rive gauche de la Vena, en face de l'église appelée aujourd'hui San Lesmes. Il fut confié en 1091 par Alphonse VI aux bénédictins de la Chaise-Dieu. Son premier prieur fut saint Aleaume de Loudun.
Du monastère, il ne reste aujourd'hui que le cloître et la salle capitulaire, tous deux de style Renaissance. Ses belles ruines ont été rénovées pour abriter le musée Marceliano Santamaria, réunissant cent cinquante toiles de ce peintre de Burgos dont la peinture impressionniste est proche de celle de Zuloaga ou de Sorolla.

### L'hôpital du Roi
Cet hôpital créé en 1195 par Alphonse VIII, dépendait de l'abbaye de Las Huelgas Reales, située à quelques centaines de mètres et fondée, en 1187, par le même souverain. Les pèlerins atteignaient l'hôpital après être sortis de la ville par la porte Saint-Martin et avoir franchi l'Arlanzón par le pont de Malatos.
Cet hôpital pouvait accueillir, à n'importe quel moment, tout pèlerin qui se présentait à sa porte. Au XVIe siècle, l'hôpital avait encore une grande importance car il était possible de s'y confesser dans toutes les langues. Les pèlerins pauvres y étaient soignés et même habillés.
La porte du Romero et le portail de l'église ont été reconstruits sous Charles Quint ; le plateresque y domine. Les vantaux de bois ont été sculptés par Juan de Valmaseda ; y sont représentées trois générations d'une même famille en route pour Compostelle. Parmi les personnages, se distingue une femme donnant le sein à son enfant.
Aujourd'hui, les bâtiments sont occupés par la Faculté de droit de Burgos.

### L'église Saint-Aleaume
Elle fut détruite par les guerres. Reconstruite à partir du XVe siècle, elle est gothique et Renaissance. On y voit des tableaux flamands, une chaire, et la sépulture de saint Aleaume, dont les restes complets ont été retrouvés en 1968. Le tombeau a alors été replacé dans le chœur en présence de pèlerins de Loudun.

### La chapelle de San Amaro
Elle se trouve dans le cimetière des pèlerins ; tout ce qui reste de cet établissement date du XVIe siècle, mais il reste dans la cour les grands piliers romans du premier hôpital. Ce grand bâtiment historique a été rénové en 1991 pour abriter la faculté de droit.

### La cathédrale Sainte-Marie

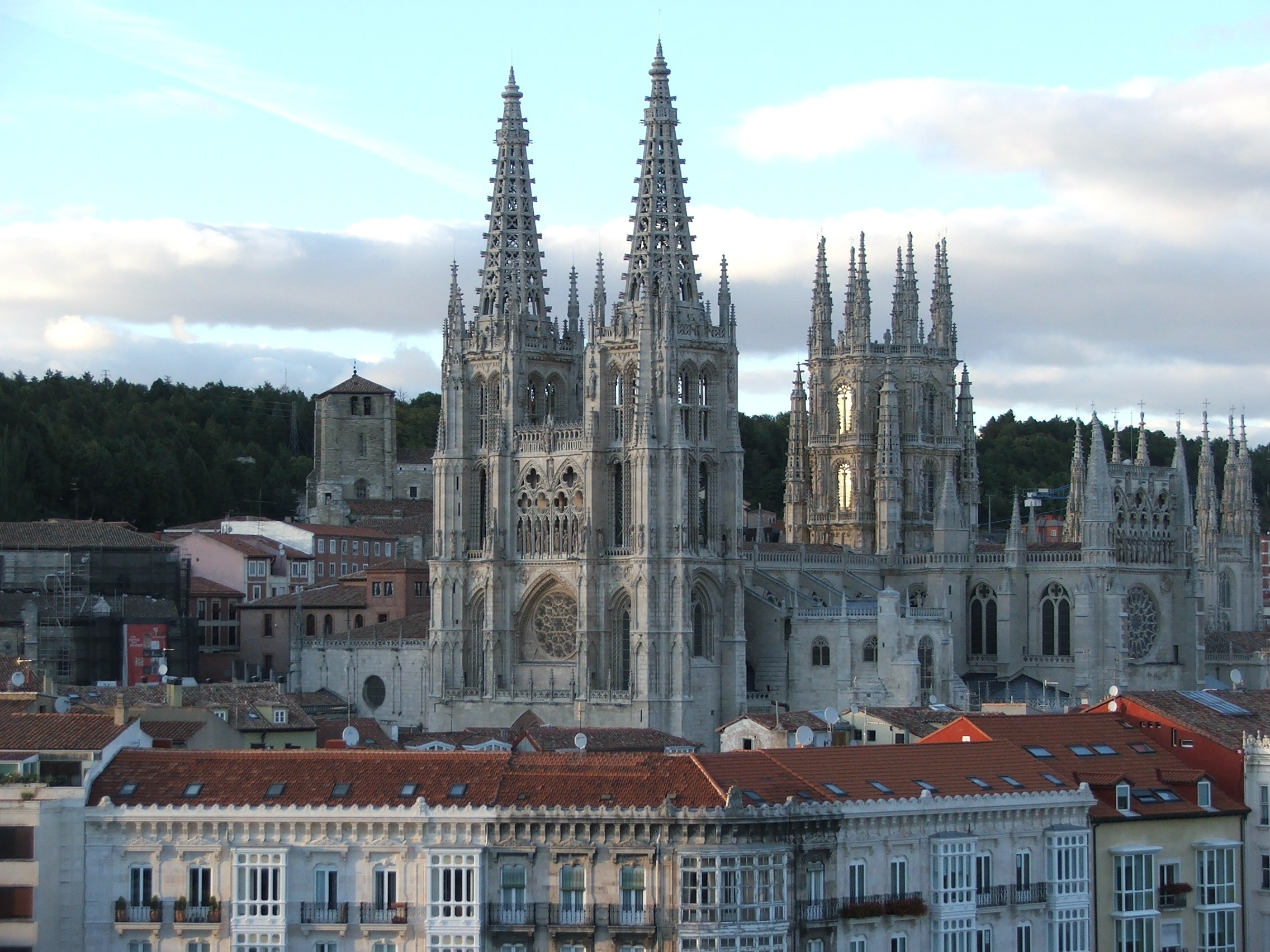
La cathédrale Santa Maria de Burgos.

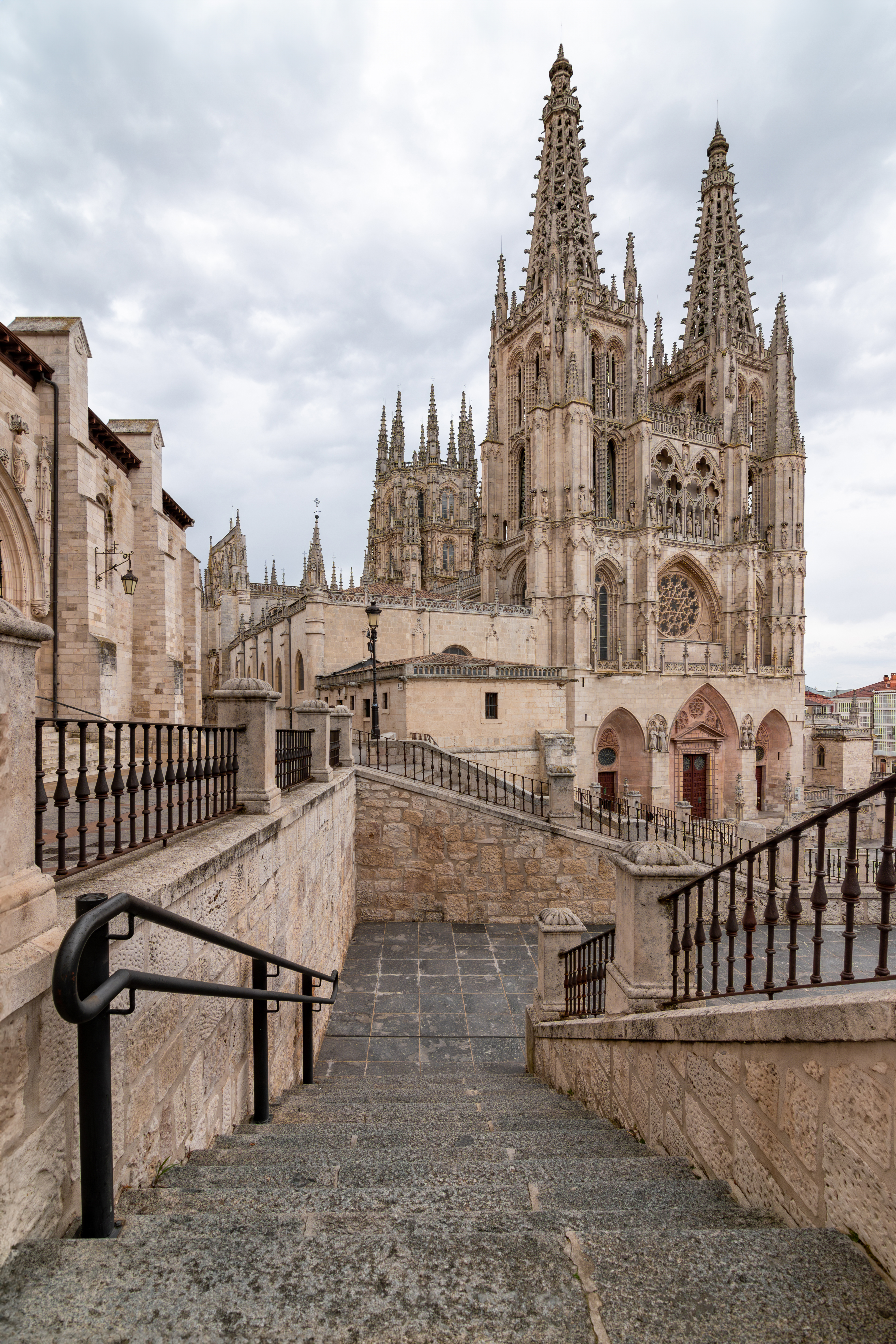
La cathédrale Santa Maria de Burgos.

Burgos est connue pour sa cathédrale gothique (XIIIe siècle-XVIe siècle), où repose la dépouille de Rodrigo Diaz de Vivar, surnommé le Cid.
Commencée en 1221, sa construction prendra plus de trois siècles. Troisième cathédrale d'Espagne par ses dimensions (84 m de long et 60 m de large), elle est classée au Patrimoine mondial de l'humanité par l'UNESCO.

### La chartreuse de Miraflores
Située à quatre kilomètres de la ville, cette chartreuse a été fondée au XVe siècle. Elle abrite dans ses bâtiments austères de précieuses œuvres d'art; en particulier un retable et un gisant de Gil de Siloé. Avant d'être cédé aux moines chartreux, l'édifice fut la résidence de repos du roi Henri III. Il se trouvait sur une chasse gardée du monarque. Ce palais fut restauré lorsque son fils, le roi Jean II, monta sur le trône. La conception fut l'œuvre de Jean de Cologne. La construction ne commença que sous le règne d'Isabelle la Catholique. À cette occasion on fit appel aux meilleurs architectes, sculpteurs et peintres, dont Simon de Cologne, Gil de Siloé et Pedro Berruguete. La chartreuse devint l'un des joyaux du gothique de la fin du XVe siècle.

### Le monastère royal deLas Huelgas
Le Monastère royal de las Huelgas de Burgos est un monastère cistercien fondé en 1187 par le roi Alphonse VIII et sa femme Aliénor Plantagenêt. Accueillant toujours des moniales, il est situé à 1,5 kilomètre à l'ouest du centre de la ville.

### L'église Saint-Nicolas
Son retable de taille imposante fut exécuté en 1505 par Simon de Cologne. Sa décoration extrêmement profuse ne compte pas moins de 465 figures. Dans la partie haute, la Vierge couronnée apparaît encerclée d'une théorie d'anges. Autour de la statue centrale de saint Nicolas, le sculpteur a retracé la vie du saint, son voyage en caravelle à Alexandrie. En bas les apôtres de la Cène assis de dos.

### Le pont Sainte-Marie
Ce pont mène à la vieille ville par la triomphale porte Sainte-Marie. Tout près, l'esplanade du Paseo del Espolón, ponctuée de cafés et de jardins, offre une agréable promenade le long du fleuve, à l'écart de toute circulation automobile. Une plaisante animation y règne de jour comme de nuit, à deux pas des restaurants et des bars.

### La porte Sainte-Marie

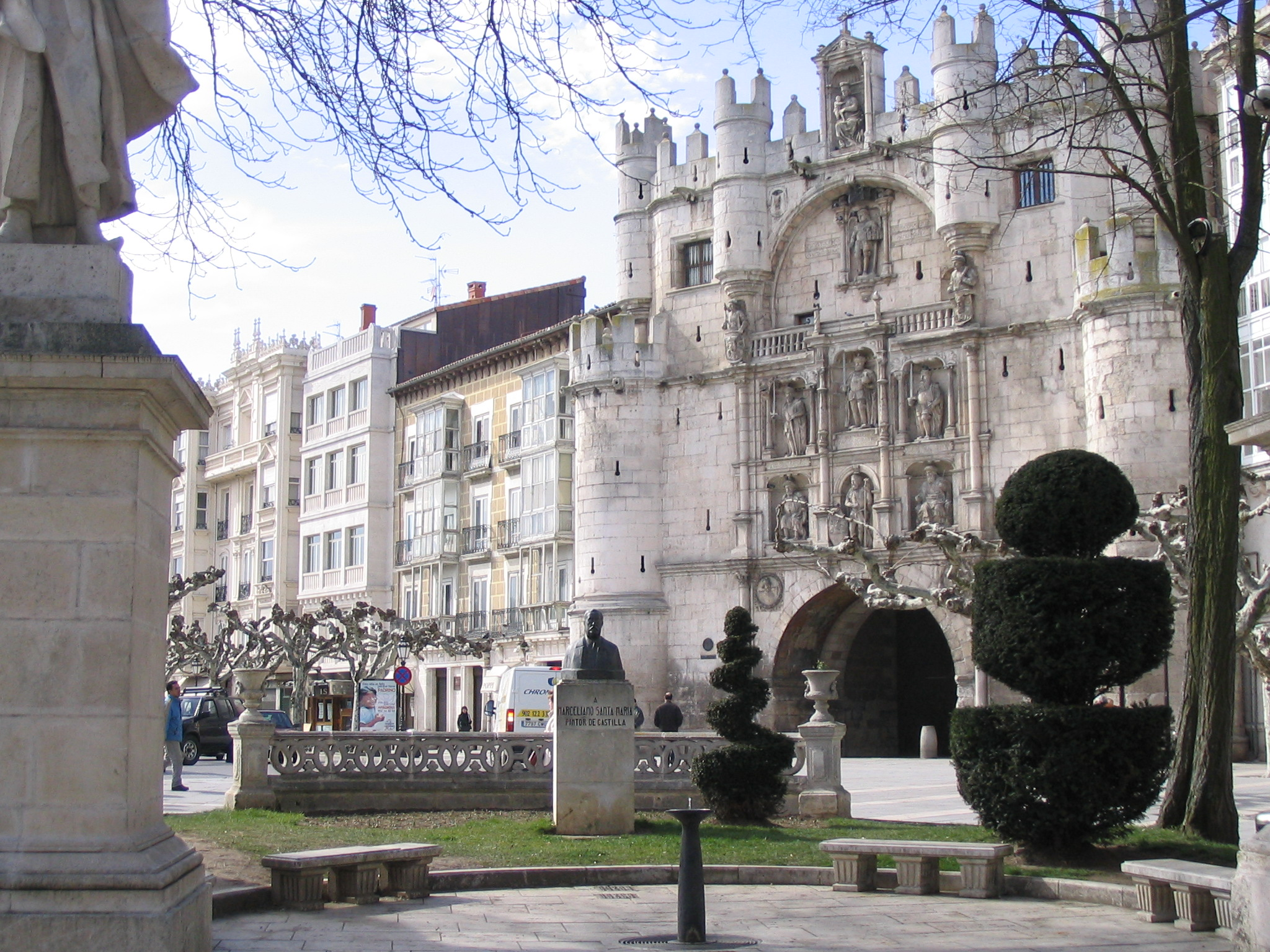
La Porte Sainte-Marie

Cette porte des murailles du XIVe siècle, présente une façade modifiée au XVIe siècle en arc de triomphe pour l'empereur Charles Quint. Elle présente les grands personnages de Burgos : en bas, Diego Rodríguez Porcelos est encadré par les deux juges mi-légendaires qui auraient dirigé les affaires de Castille au Xe siècle ; en haut, le comte Fernán González et le Cid (à droite) tiennent compagnie à Charles Quint.

### La maison du Cordon
La maison du Cordon. Récemment restaurée, elle est occupée par la Caja de Ahorros. Édifiée au XVe siècle, pour les connétables de Castille, cette demeure arbore toujours, sur sa façade, le grand cordon franciscain qui lui a donné son nom. Les Rois catholiques y reçurent Christophe Colomb au retour de son second voyage; Philippe le Beau y mourut subitement d'un refroidissement pris après une partie de pelote, ce qui rendit son épouse Jeanne folle de désespoir; François Ier, libéré de la captivité que lui valut sa défaite de Pavie en 1525, logea en ces lieux avant de retourner en France.

### Le musée de Burgos

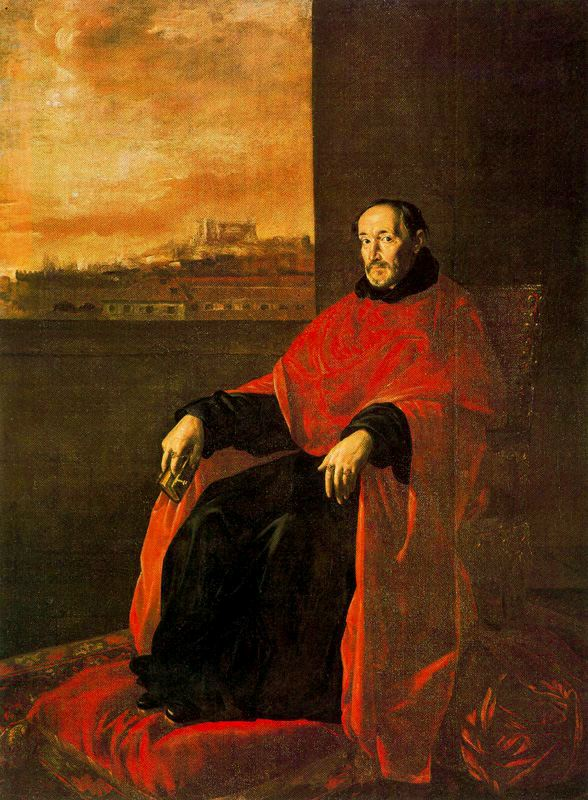
Frère Alonso de San Vítores
Juan Andres Ricci, XVIIe siècle

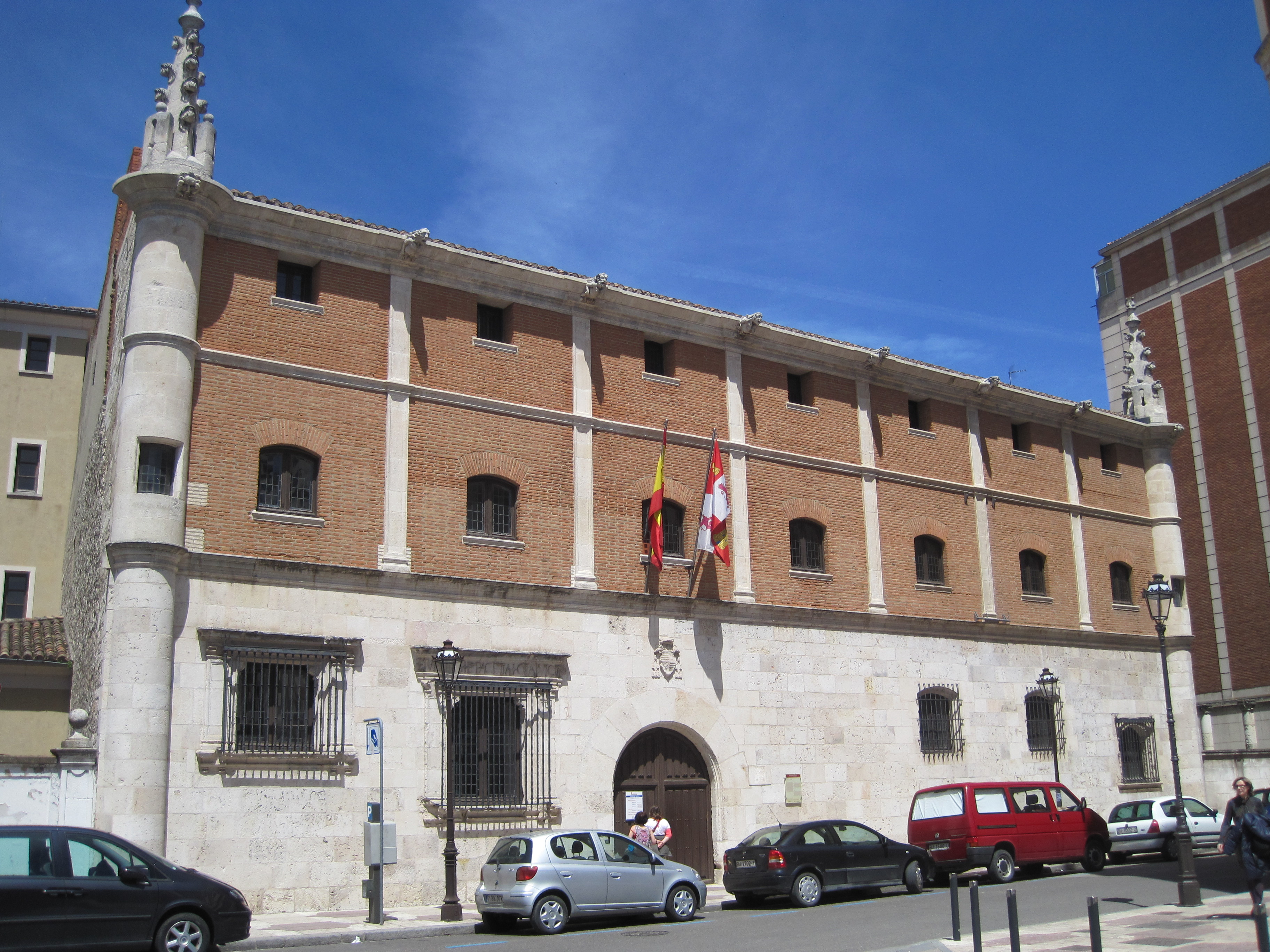
Vue extérieure du Musée de Burgos.

Il comprend deux sections, installées chacune dans une demeure différente.

La section de préhistoire et d'archéologie. Aménagée dans la Casa de Miranda, belle demeure Renaissance à l'agréable patio, elle abrite le produit de fouilles effectuées dans la province de Burgos, couvrant la période de la préhistoire à l'époque wisigothique.

Remarquer les salles consacrées aux sites de l'Âge du fer, à la ville romaine de Clunia, ainsi que la collection de stèles funéraires romaines.

La section des Beaux-Arts. La production artistique de la région de Burgos du IXe au XXe siècle, est présentée dans la Casa de Angulo. On remarquera deux pièces très précieuses provenant du monastère de Santo Domingo de Silos : un coffret hispano-arabe, sculpté dans l'ivoire à Cuenca au XIe siècle, et orné de plaques émaillées, un devant d'autel en cuivre repoussé et émaillé du XIIe siècle.

La sculpture funéraire des XIVe et XVe siècles, compte le tombeau de Juan de Padilla où Gil de Siloé a mis tout son talent dans la représentation de la physionomie et de l'habit somptueux du défunt.
Dans la collection de peinture du XVe siècle, le « Christ aux larmes » est attribué à Jan Mostaert, peintre flamand.

### Le musée du Retable - L'église Saint-Étienne

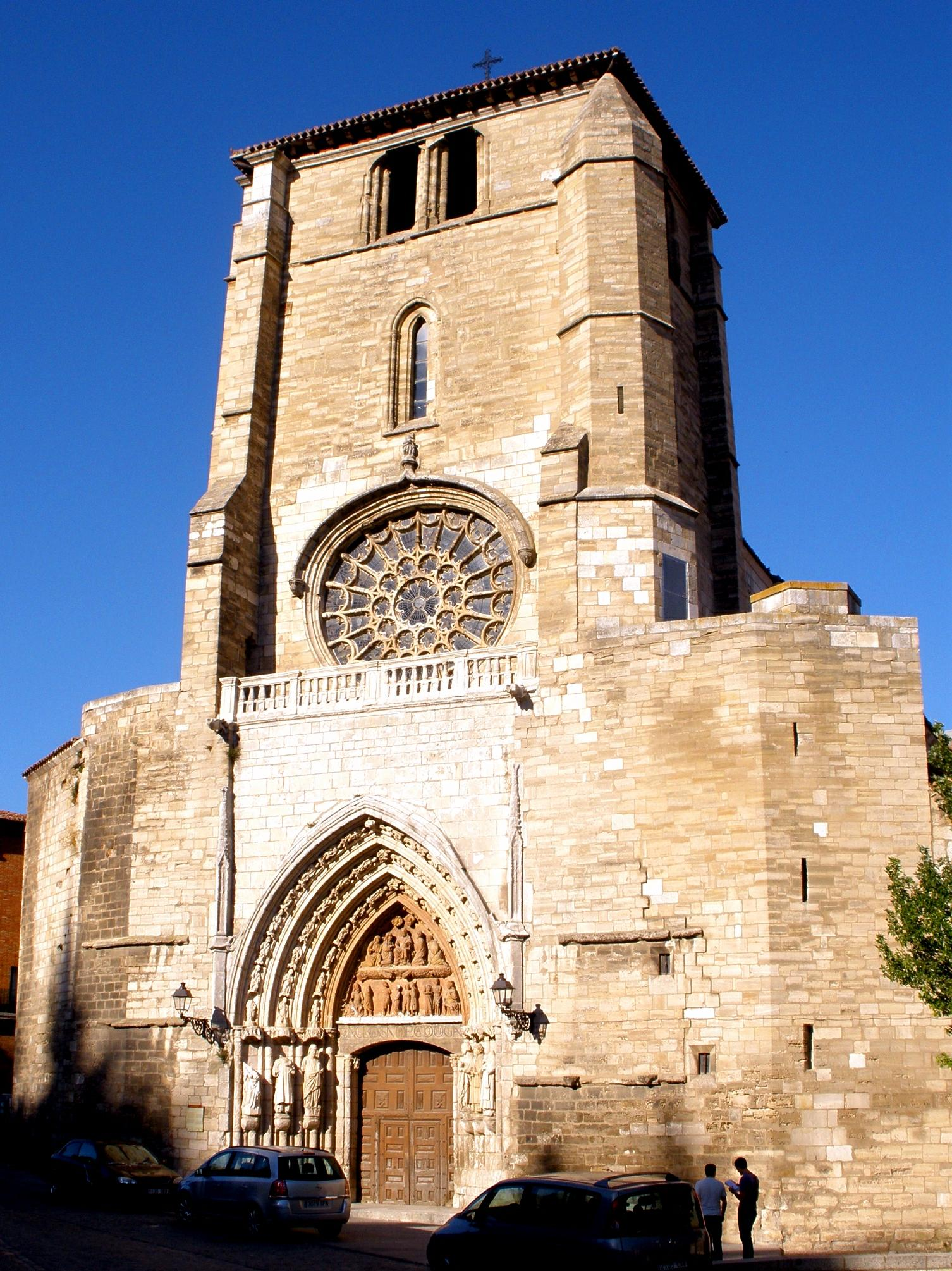
Église Saint-Étienne

### Le musée de l'Évolution humaine (MEH)

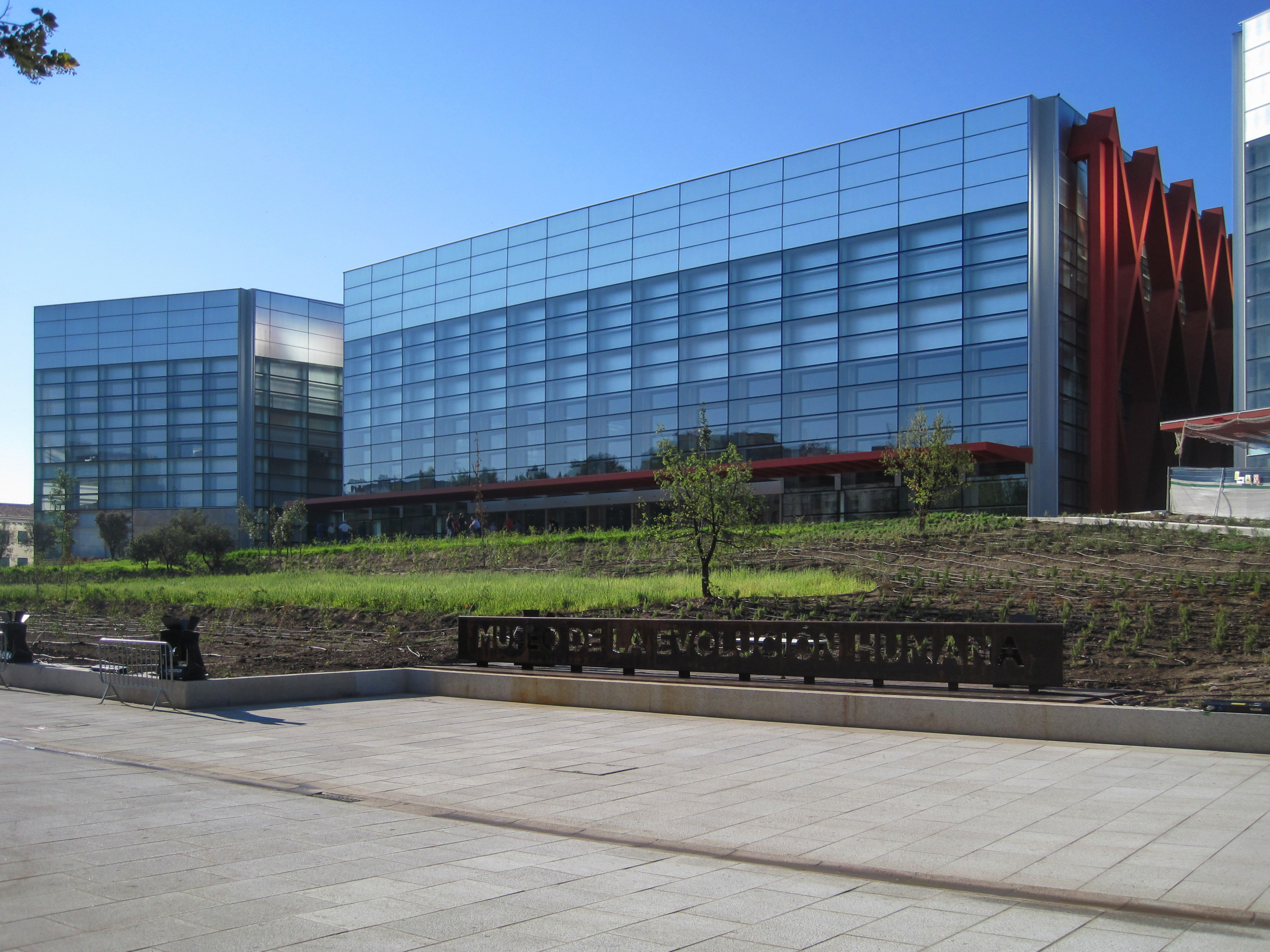
Musée de l'Évolution humaine)

Construit à partir de 2006, le bâtiment a été conçu par l'architecte Juan Navarro Baldeweg. Inauguré par la reine Sophie le 13 juillet 2010, ce musée présente notamment les trouvailles de la Sierra d'Atapuerca, dans la province de Burgos. On y a découvert les restes fossiles de l'Homo antecessor, le plus ancien représentant du genre Homo en Europe occidentale.

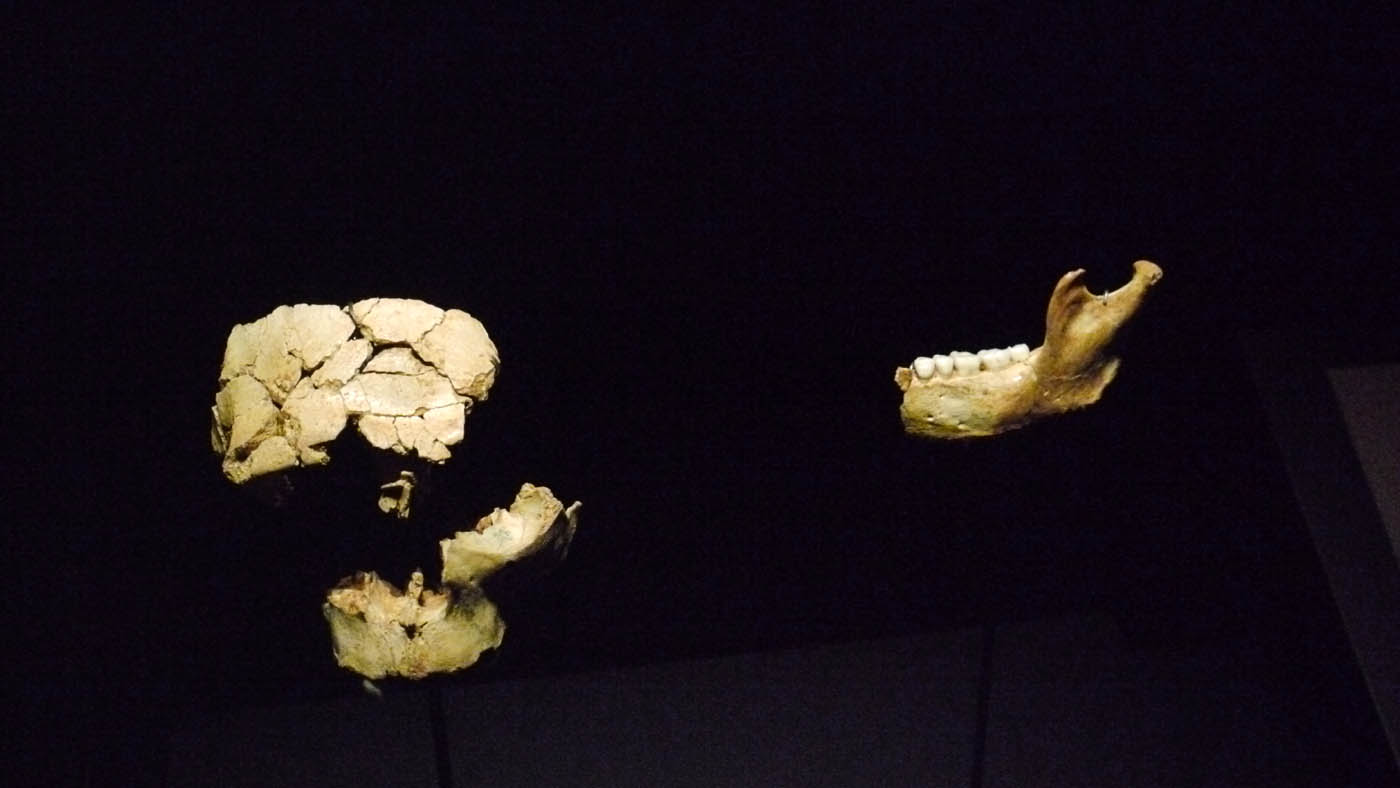
L'Homo antecessor

L'histoire de l'évolution humaine est illustrée en dix personnages, avec un réalisme saisissant, par la paléoplasticienne française Élisabeth Daynès.

### LaPlaza Mayor

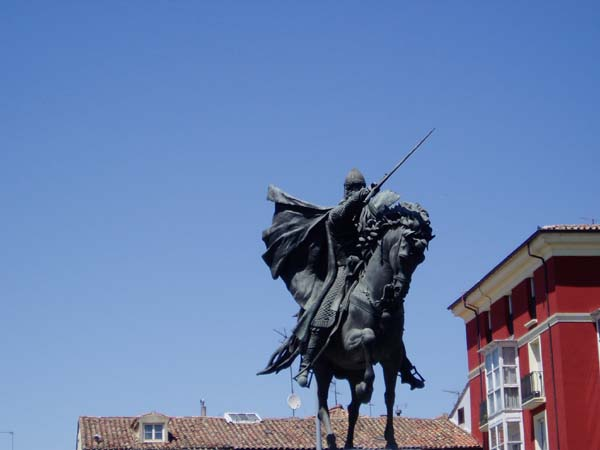
La statue du Cid

Cette charmante grand-place circulaire, typiquement ourlée d'une galerie couverte, sert de cadre aux réjouissances populaires. Cette place attire beaucoup de touristes.

### Blason
Burgos arbore, sur son blason, les titres de Caput Castellae (Tête de Castille), et Camera regia, Prima voce et fide (Chambre des Rois, première à parler, et en fidélité). Son drapeau a deux franges horizontales de la même largeur, la supérieure est rouge et celle qui se trouve en dessous est bordeaux, avec le blason de la ville au centre. Il existe également un hymne à Burgos (Himno a Burgos).

## Démographie
| 1991    | 1996    | 2001    | 2004    |
| ------- | ------- | ------- | ------- |
| 160 278 | 163 156 | 166 187 | 169 682 |

## Gastronomie
Les spécialités de Burgos sont l'agneau de lait rôti, le pot-pourri, les soupes à l'ail, les lentilles à la mode de Burgos, le hachis de porc, la truite à la mode de Castille, les boudins.

## Climat

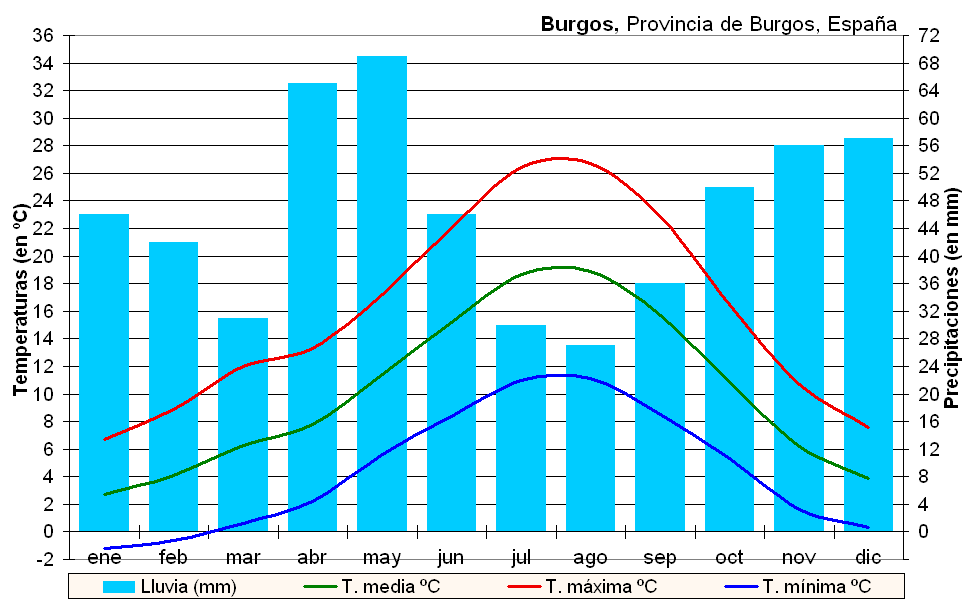
Climat de Burgos

Burgos a un climat méditerranéen continental. La saison la plus pluvieuse est le printemps ; l'été est plus doux et plus humide que dans l'Espagne méditerranéenne. Les hivers sont froids, avec des températures minimales qui descendent parfois jusqu'à -10 °C.
Deux dictons espagnols illustrent la rudesse du climat de la ville : « Burgos tiene dos estaciones: el invierno y la estacion de tren » (soit en français : « Burgos a deux saisons/stations : l'hiver et la gare de train ») et « Corto como el verano en Burgos » (soit en français : « Court comme l'été à Burgos »).
Sans aucun doute, elle est la ville la plus froide d'Espagne.

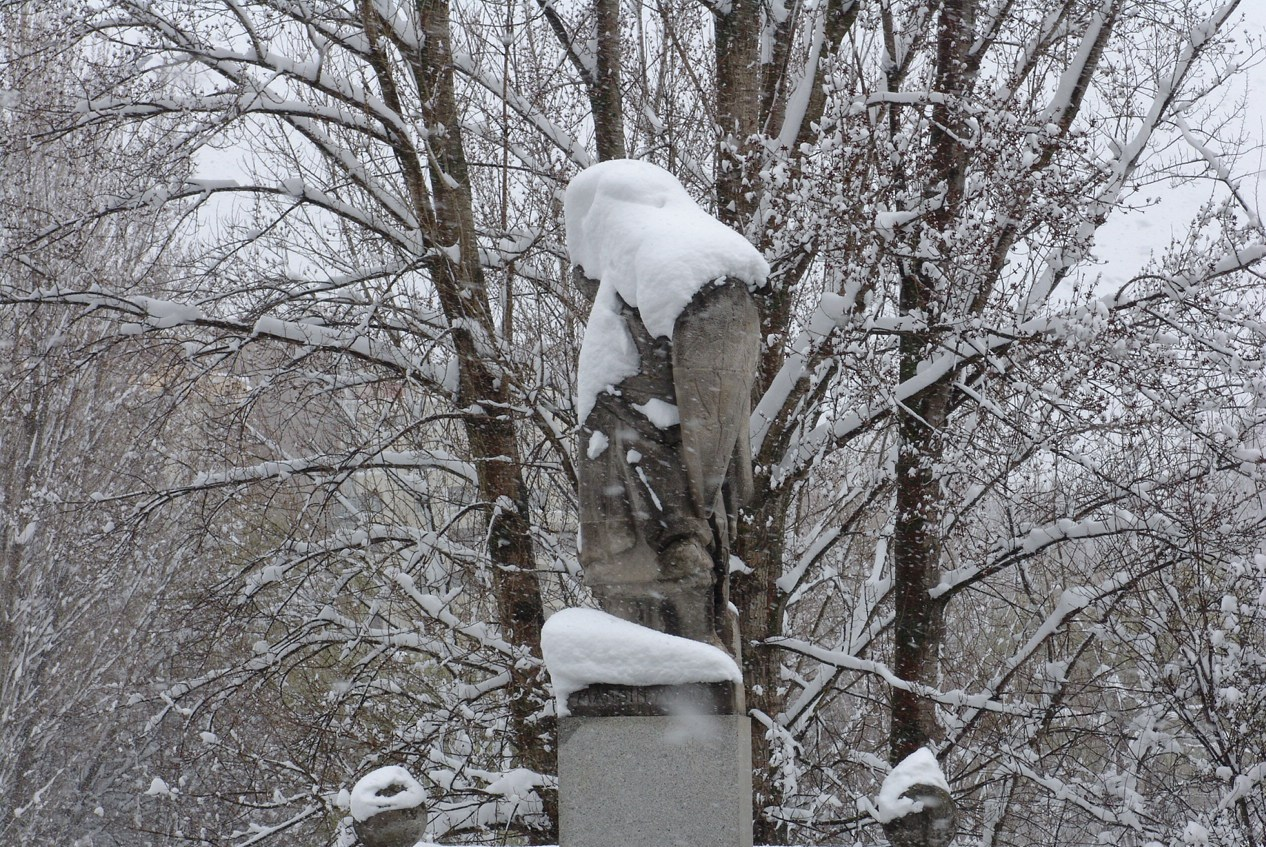
Pont de San Pablo (Burgos) en hiver.

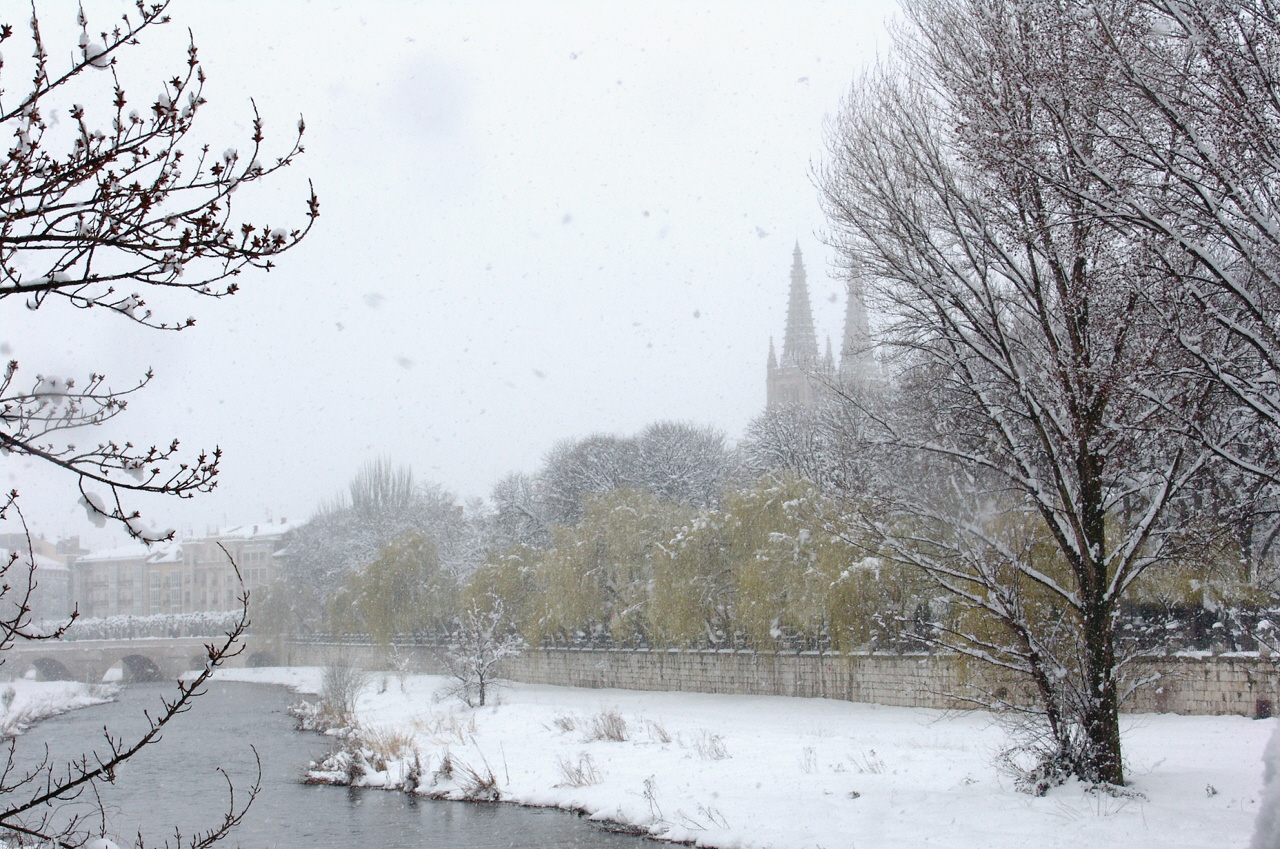
Rio Arlanzon (Burgos).

| Mois                                | jan. | fév. | mars | avril | mai  | juin | jui. | août | sep. | oct. | nov. | déc. | année |
| ----------------------------------- | ---- | ---- | ---- | ----- | ---- | ---- | ---- | ---- | ---- | ---- | ---- | ---- | ----- |
| Température minimale moyenne (°C)   | −1,2 | −0,6 | 0,6  | 2,2   | 5,6  | 8,4  | 11   | 11,1 | 8,5  | 5,3  | 1,6  | 0,3  | 4,4   |
| Température moyenne (°C)            | 2,7  | 4,1  | 6,3  | 7,8   | 11,4 | 15,2 | 18,7 | 18,9 | 15,7 | 10,9 | 6,2  | 3,9  |       |
| Température maximale moyenne (°C)   | 6,7  | 8,9  | 12   | 13,3  | 17,2 | 22   | 26,4 | 26,7 | 22,9 | 16,5 | 10,7 | 7,6  | 15,9  |
| Précipitations (mm)                 | 46   | 42   | 31   | 65    | 69   | 46   | 30   | 27   | 36   | 50   | 56   | 57   | 555   |
| Nombre de jours avec précipitations | 8    | 8    | 6    | 9     | 10   | 6    | 4    | 4    | 5    | 8    | 8    | 9    |       |
| Nombre de jours avec neige          | 5    | 4    | 3    | 2     | 0    | 0    | 0    | 0    | 0    | 0    | 2    | 3    |       |

## Sport

### Cyclisme
Arrivées du Tour d'Espagne
- 2013 :  Bauke Mollema
- 2010 :  Mark Cavendish
- 2008 :  Egoi Martínez
- 2006 :  Egoi Martínez
- 2005 :  Alessandro Petacchi
- 2004 :  Alessandro Petacchi
- 2003 :  Unai Etxebarria
- 2002 :  Alessandro Petacchi

### Tour de Burgos
Le Tour de Burgos (en espagnol : Vuelta a Burgos) est une course cycliste par étapes espagnole, disputée au mois d'août dans la province de Burgos

### Autres sports
Les équipes les plus représentatives de la ville de Burgos sont:
Chez les hommes
- Football : Burgos Club de Fútbol (Segunda división)
- Basket-ball : CB Miraflores (ACB - Liga Endesa)
- Tennis de table : C. Burgos T.M. (Superdivisión Nacional)
- Basket-ball en fauteuil roulant : Montur El Cid ((Division d'Honneur)
- Volley-ball : C.V. Burgos (1ª Nacional)

Chez les dames
- Volley-ball : C.V. Diego Porcelos (Superliga)
- Basket-ball : C.B. Ciudad de Burgos (Division d'Honneur)
- Football : N.S. de Belén (1ª Nacional)

## Burgos au cinéma
- 2005 : Saint-Jacques… La Mecque de Coline Serreau

## Villes jumelées
- Loudun (France)
- Pessac (France)
- Bruges (Belgique)
- Valence (Espagne)
- Vicence (Italie)
- San Juan de los Lagos (Mexique)
- Morelia (Mexique)
- Settat (Maroc)

## Galerie

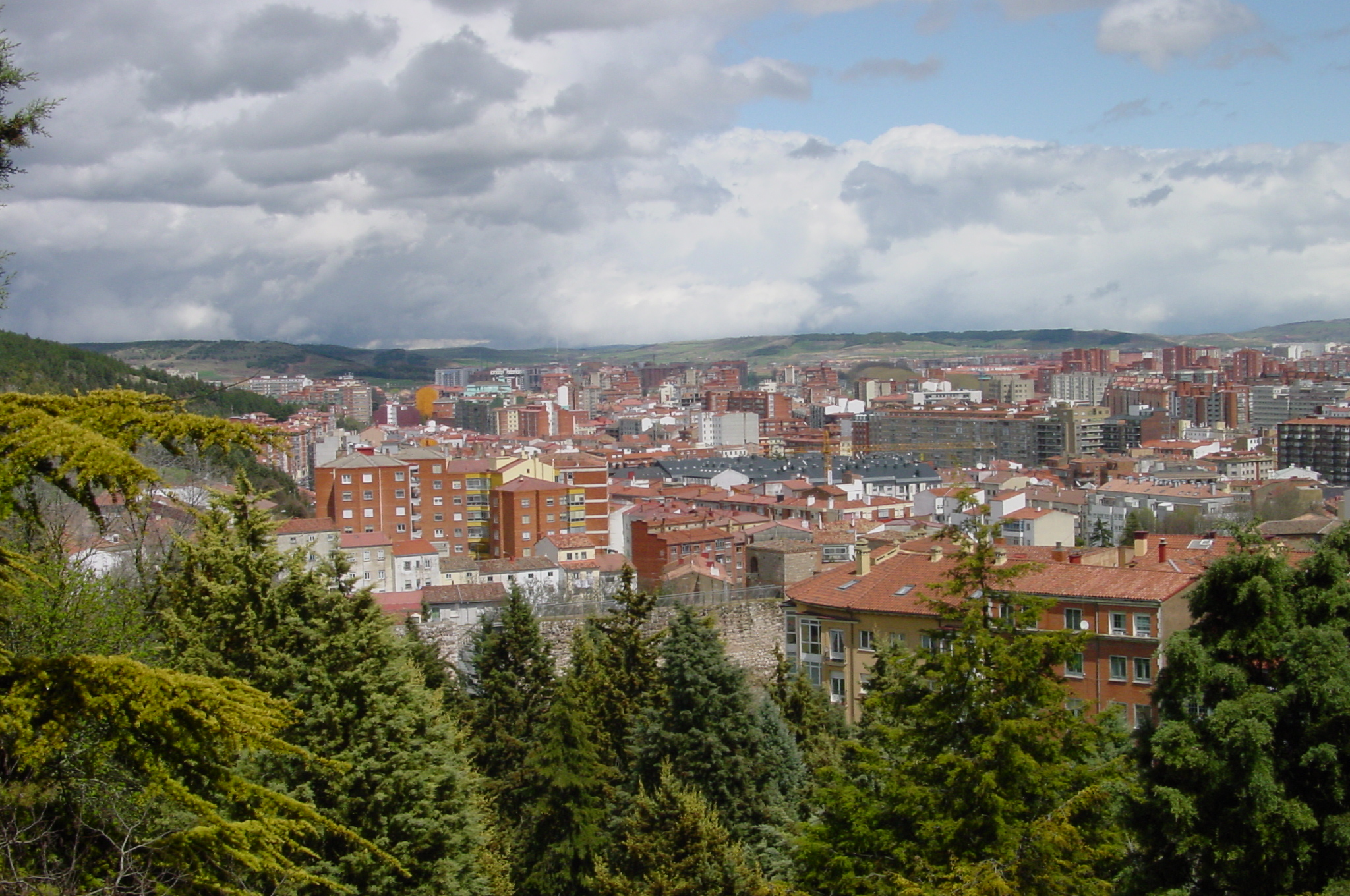
Vue depuis le château
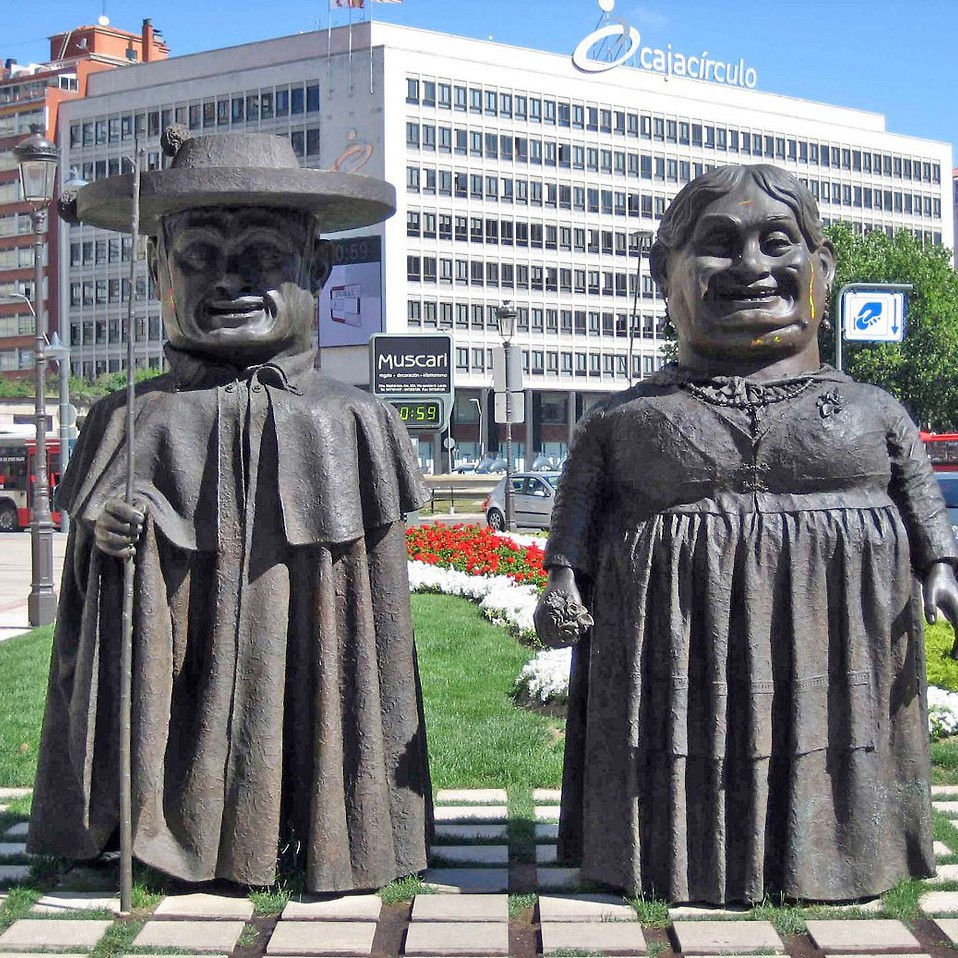
Statues gigantesques
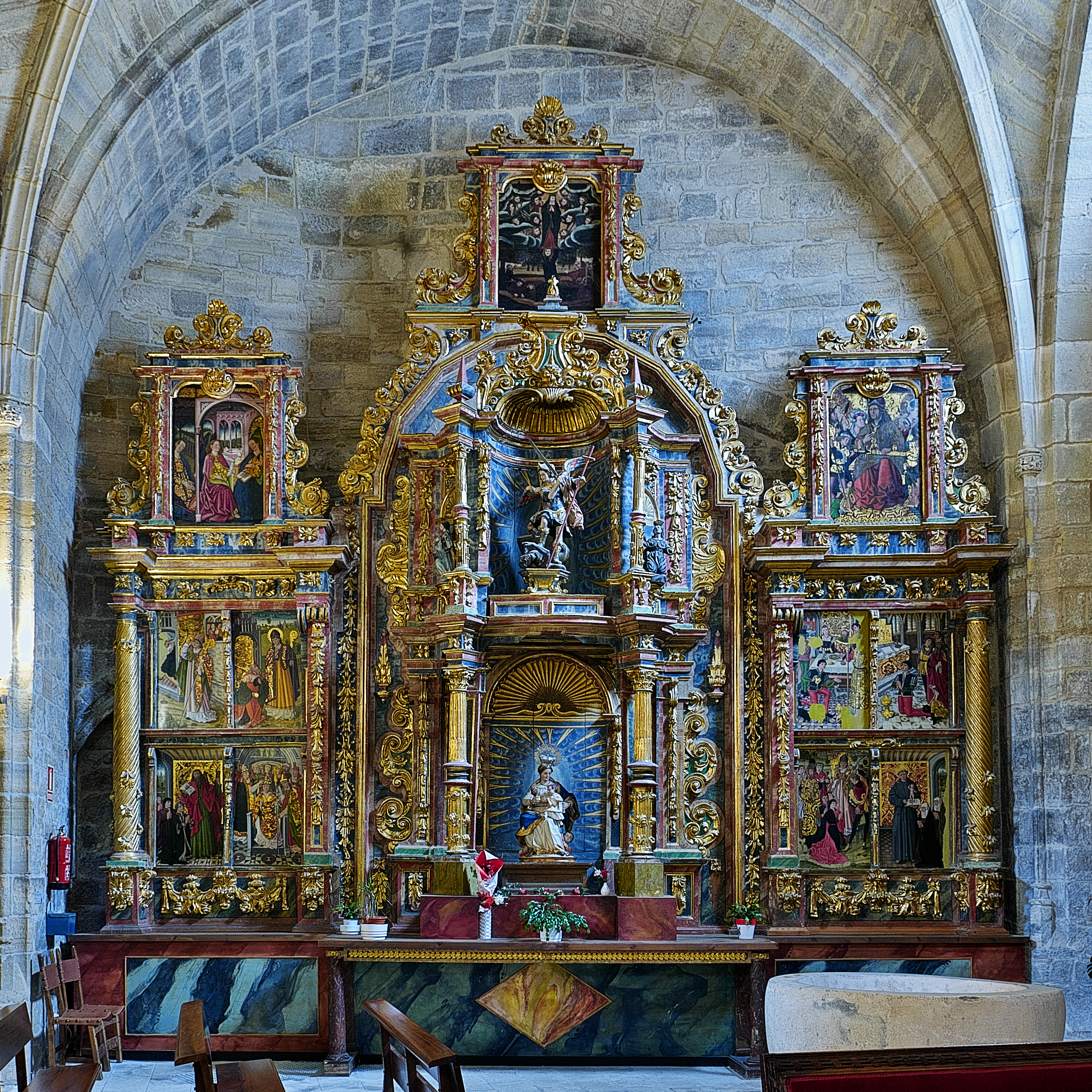
Retable de San Miguel (église Saint-Nicolas de Bari)
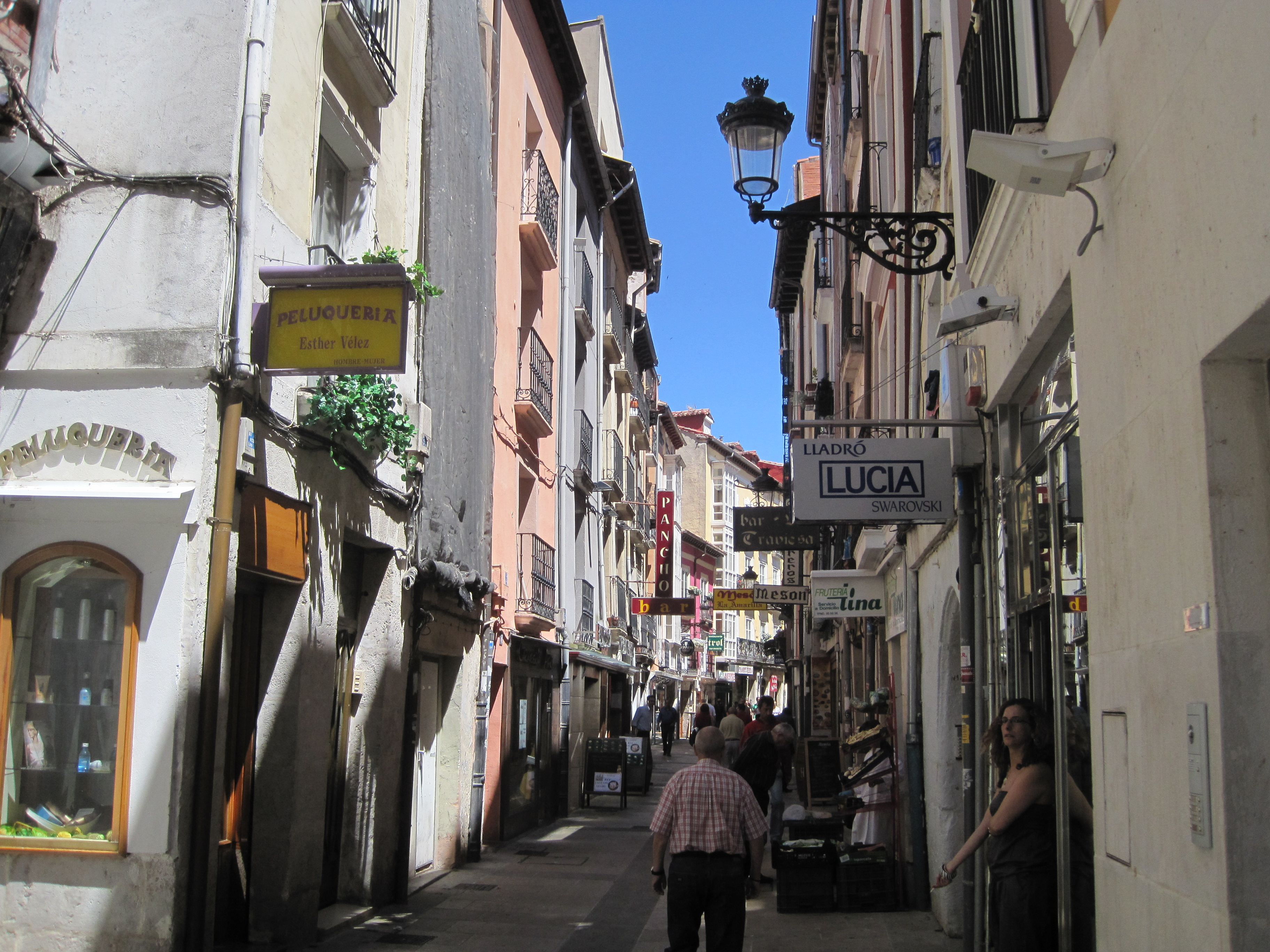
Calle Tapeo
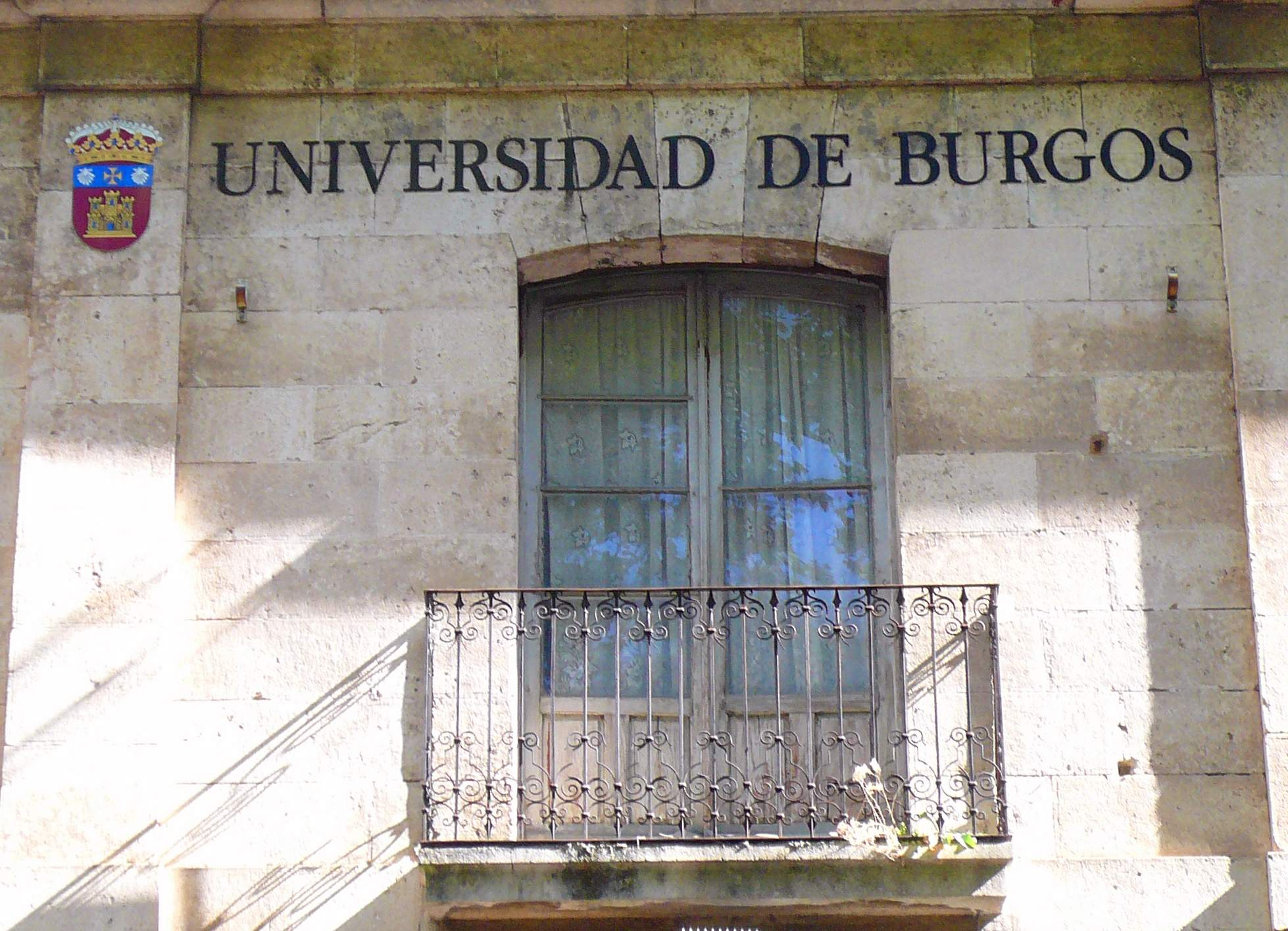
Ancien hôpital militaire
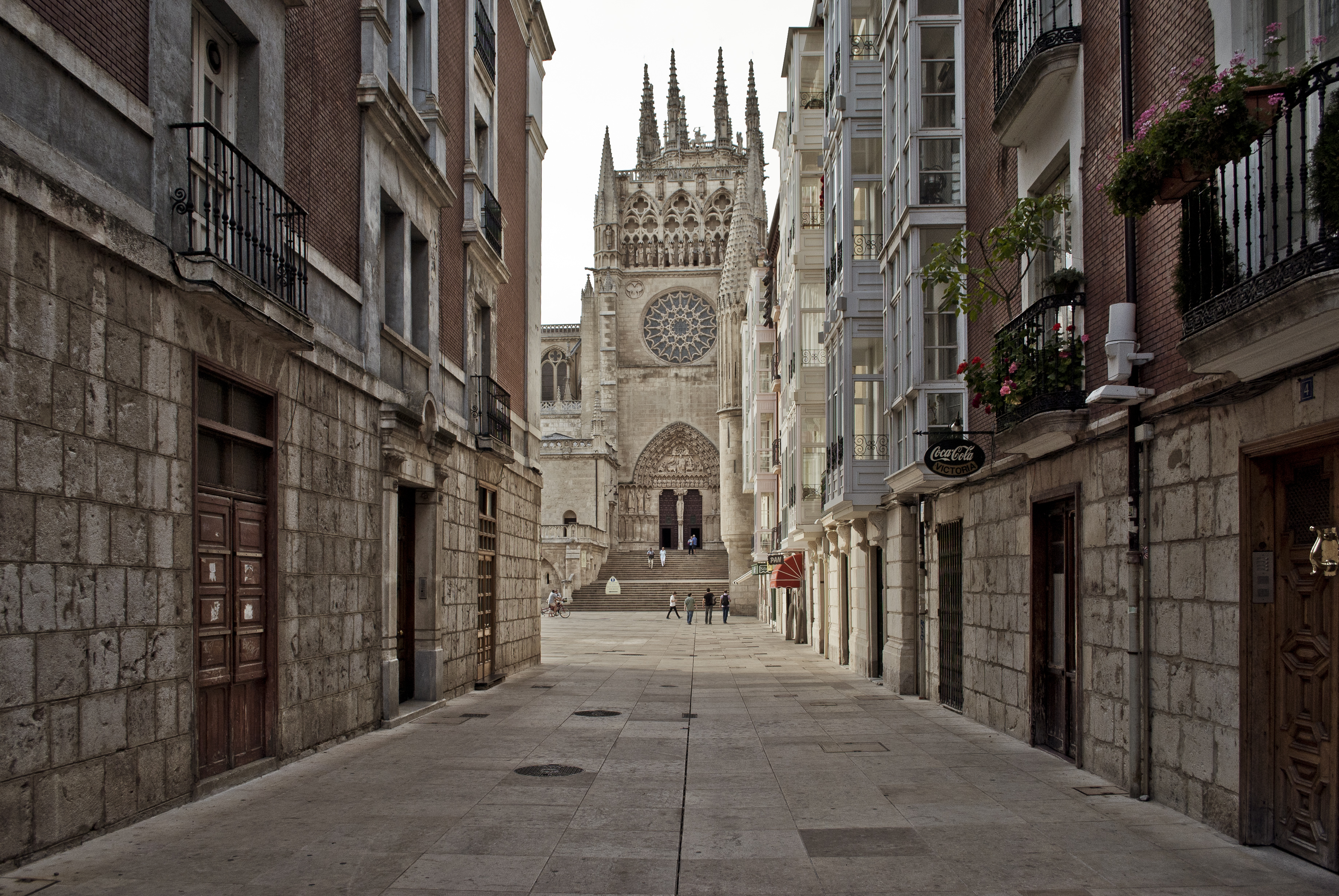
Rue menant à la cathédrale

## Sources
- (es) Cet article est partiellement ou en totalité issu de l’article de Wikipédia en espagnol intitulé « Burgos » (voir la liste des auteurs).
- Grégoire, J.-Y. & Laborde-Balen, L. , « Le Chemin de Saint-Jacques en Espagne - De Saint-Jean-Pied-de-Port à Compostelle - Guide pratique du pèlerin », Rando Éditions, mars 2006,  (ISBN 2-84182-224-9)
- « Camino de Santiago St-Jean-Pied-de-Port - Santiago de Compostela », Michelin et Cie, Manufacture Française des Pneumatiques Michelin, Paris, 2009,  (ISBN 978-2-06-714805-5)
- « Le Chemin de Saint-Jacques Carte Routière », Junta de Castilla y León, Editorial Everest

## Voir aussi

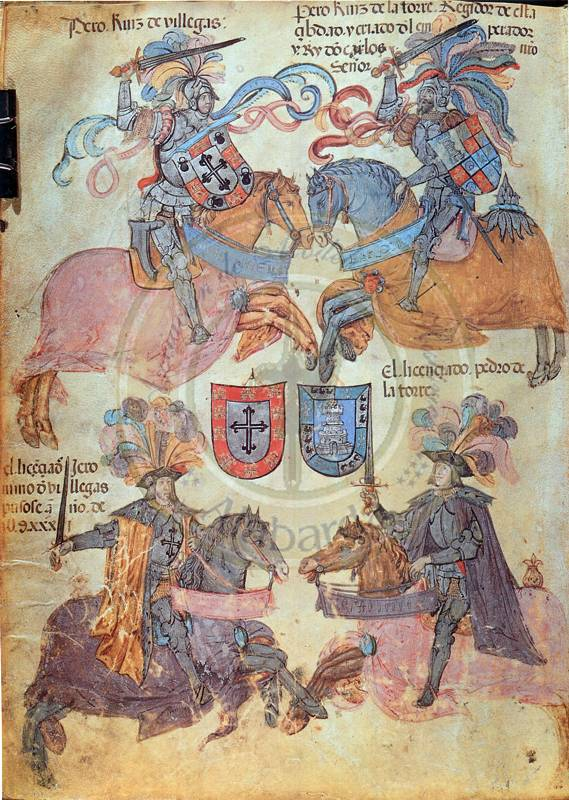
Armorial de la Cofradia di Santiago